# Métropole

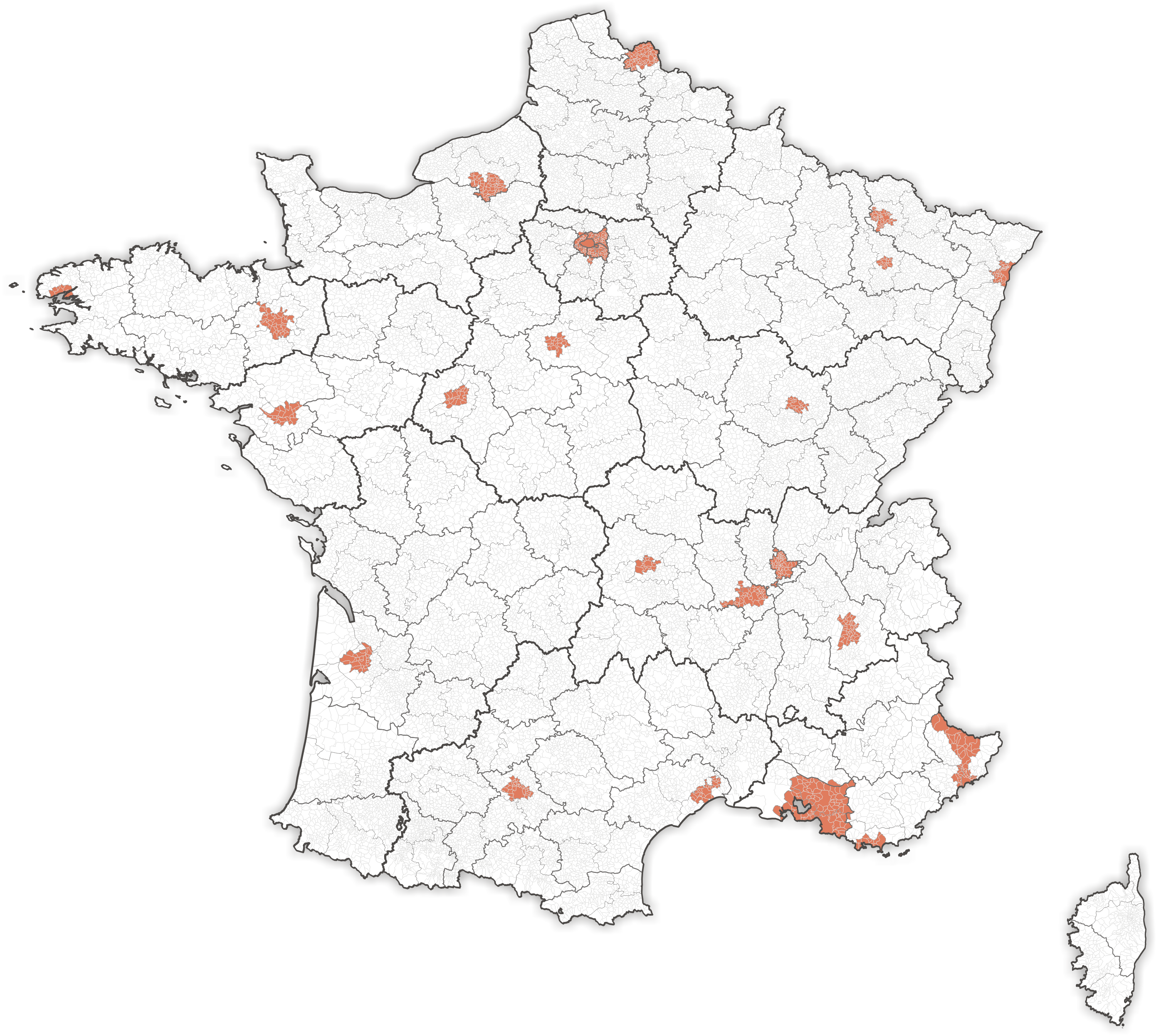
Métropoles in Frankreich

Eine Métropole bezeichnet in Frankreich eine bestimmte Rechtsform der kommunalen und städtischen Verwaltungskooperation. Nach der Communauté de communes, Communauté d’agglomération und Communauté urbaine ist sie die höchstmögliche Stufe der Eingliederung von Gemeinden in einen Gemeindeverband (französisch: Établissement public de coopération intercommunale à fiscalité propre), bei der ein breites Spektrum von Verwaltungsaufgaben verpflichtend von den Gemeinden und vom Département auf die Métropole übertragen wird. Sie wird angewendet auf größere Ballungsräume von mindestens 400.000 Einwohnern auf dem eingegliederten Gebiet. Dabei sind sie unabhängig vom Zuschnitt der Départements und Regionen und können auch benachbarte Gemeinden umfassen, die zu unterschiedlichen Départements gehören. Die durch die Métropole größtenteils ersetzte Rechtsform der Communauté urbaine besteht weiter, indem ihre Schwelle zur Errichtung von 450.000 Einwohnern auf 250.000 Einwohner im Ballungsgebiet herabgesetzt wurde.
Die mit hoher Eigenständigkeit ausgestatteten Métropolen sind Teil der seit einigen Jahren in Frankreich verstärkt umgesetzten Dezentralisierungspolitik. Ihr Rechtsrahmen wurde 2010 geschaffen, stieß jedoch zunächst auf wenig Akzeptanz. Die Regierungen Ayrault und Valls verschärften daraufhin den Rechtsrahmen zu einer verpflichtenden Umsetzung, so dass seit dem 1. Januar 2015 elf Ballungsräume den Status einer Métropole haben, diese sind Bordeaux, Brest, Grenoble, Lille, Montpellier, Nantes, Nizza, Rennes, Rouen, Straßburg und Toulouse. Zum 1. Januar 2016 folgten Aix-Marseille und Paris, zum 1. Juli 2016 Nancy.
Die Métropole de Lyon wurde zwar am 1. Januar 2015 im selben Gesetzesrahmen geschaffen, geht jedoch als eine das Département Rhône ersetzende Gebietskörperschaft weit über die Funktion eines Gemeindeverbandes hinaus.

## Liste der Métropolen
Zurzeit gibt es in Frankreich die unten aufgeführten 22 Métropole:
Stand:2022
| Gemeindeverband                    | Gemeinden | Einwohner 1. Januar 2022 | Fläche km² | Dichte Einw./km² | SIREN- Nummer | Gründungsdatum    | Département                       | Region                     |
| ---------------------------------- | --------- | ------------------------ | ---------- | ---------------- | ------------- | ----------------- | --------------------------------- | -------------------------- |
| Bordeaux Métropole                 | 28        | 843.738                  | 578,27     | 1.459            | 243 300 316   | 31. Dezember 1966 | Gironde                           | Nouvelle-Aquitaine         |
| Brest Métropole                    | 8         | 213.403                  | 218,37     | 977              | 242 900 314   | 24. Mai 1973      | Finistère                         | Bretagne                   |
| Clermont Auvergne Métropole        | 21        | 296.677                  | 300,62     | 987              | 246 300 701   | 24. Dezember 1999 | Puy-de-Dôme                       | Auvergne-Rhône-Alpes       |
| Dijon Métropole                    | 24        | 258.630                  | 239,96     | 1.078            | 242 100 410   | 24. Dezember 1999 | Côte-d’Or                         | Bourgogne-Franche-Comté    |
| Eurométropole de Metz              | 46        | 230.314                  | 324,11     | 711              | 200 039 865   | 1. Januar 2014    | Moselle                           | Grand Est                  |
| Eurométropole de Strasbourg        | 33        | 517.386                  | 337,61     | 1.532            | 246 700 488   | 31. Dezember 1966 | Bas-Rhin                          | Grand Est                  |
| Grand Nancy                        | 20        | 258.208                  | 142,30     | 1.815            | 245 400 676   | 31. Dezember 1995 | Meurthe-et-Moselle                | Grand Est                  |
| Grenoble-Alpes-Métropole           | 49        | 449.509                  | 545,54     | 824              | 200 040 715   | 1. Januar 2014    | Isère                             | Auvergne-Rhône-Alpes       |
| Métropole d’Aix-Marseille-Provence | 92        | 1.922.626                | 3.149,22   | 611              | 200 054 807   | 28. August 2015   | Bouches-du-Rhône Var Vaucluse     | Provence-Alpes-Côte d’Azur |
| Métropole du Grand Paris           | 131       | 7.115.576                | 814,24     | 8.739            | 200 054 781   | 1. Januar 2016    | Essonne Hauts-de-Seine Val-d’Oise | Île-de-France              |
| Métropole Européenne de Lille      | 90        | 1.194.040                | 647,78     | 1.843            | 200 093 201   | 31. Dezember 1966 | Nord                              | Hauts-de-France            |
| Métropole de Lyon                  | 59        | 1.433.613                | 537,17     | 2.669            | 200 046 977   | 1. Januar 2015    | Métropole de Lyon                 | Auvergne-Rhône-Alpes       |
| Montpellier Méditerranée Métropole | 31        | 516.657                  | 364,95     | 1.416            | 243 400 017   | 30. Juli 2001     | Hérault                           | Okzitanien                 |
| Nantes Métropole                   | 24        | 683.981                  | 523,35     | 1.307            | 244 400 404   | 25. Oktober 1991  | Loire-Atlantique                  | Pays de la Loire           |
| Nice Côte d’Azur                   | 51        | 568.596                  | 1.479,73   | 384              | 200 030 195   | 31. Dezember 2011 | Alpes-Maritimes                   | Provence-Alpes-Côte d’Azur |
| Orléans Métropole                  | 22        | 293.673                  | 334,32     | 878              | 244 500 468   | 27. Dezember 2001 | Loiret                            | Centre-Val de Loire        |
| Rennes Métropole                   | 43        | 473.973                  | 704,94     | 672              | 243 500 139   | 31. Dezember 1999 | Ille-et-Vilaine                   | Bretagne                   |
| Rouen Normandie                    | 71        | 500.703                  | 663,83     | 754              | 200 023 414   | 22. Dezember 2009 | Seine-Maritime                    | Normandie                  |
| Saint-Étienne Métropole            | 53        | 407.700                  | 723,50     | 564              | 244 200 770   | 13. Dezember 2000 | Loire                             | Auvergne-Rhône-Alpes       |
| Toulon-Provence-Méditerranée       | 12        | 449.782                  | 366,41     | 1.228            | 248 300 543   | 31. Dezember 2001 | Var                               | Provence-Alpes-Côte d’Azur |
| Toulouse Métropole                 | 37        | 832.348                  | 458,16     | 1.817            | 243 100 518   | 24. Dezember 2008 | Haute-Garonne                     | Okzitanien                 |
| Tours Métropole Val de Loire       | 22        | 299.019                  | 389,16     | 768              | 243 700 754   | 31. Dezember 1999 | Indre-et-Loire                    | Centre-Val de Loire        |
| Frankreich                         | 963       | 19.351.876               | 13.951,97  | 1.387            | –             | –                 | –                                 | –                          |

1. ↑   Métropole mit Sonderstatus
2. ↑   Métropole mit Sonderstatus
3. ↑   Métropole mit einem allgemeinen Rat (conseil général)

## Geschichte
In Frankreich wurden mit dem Gesetz vom 31. Dezember 1966 erstmals communauté urbaines geschaffen, die es größeren Ballungsräumen ermöglichen sollten, sich effektiver selbst zu verwalten als Funktion der tatsächlichen Bevölkerungsverteilung und unabhängig von bestehenden Verwaltungsgrenzen. Nachdem das Gesetz vom 6. Februar 1992 die Gemeindeverbände im ländlichen Raum schuf, wurden ab 2008 weitere Anstrengungen zur Dezentralisierung unternommen. Das Problem der Zersplitterung der öffentlichen Aufgaben und des Kompetenzgerangels zwischen kommunaler Gebietskörperschaft und Département sollte mit einer vom Kabinett Fillon II unter Präsident Nicolas Sarkozy eingebrachten Gesetzesvorlage zur Reform der Gebietskörperschaften gelöst werden, die etwa ein Dutzend Métropoles vorsah. Hierbei sollte eine Métropole Gebietskörperschaft werden und sowohl den Gemeindeverband wie auch das Département auf dem Gebiet der eingegliederten Gemeinden ersetzen. Das Ziel war, die städtischen Großräume so zu stärken, dass sie mit den überregionalen Wirtschaftszentren des übrigen Europa besser mithalten können.
Das daraus entstandene Gesetz vom 16. Dezember 2010 griff letztendlich nicht so stark in die territorialen Zuständigkeiten ein und ermöglichte die Métropole unter der Rechtsform des Gemeindeverbandes (französisch Établissement public de coopération intercommunale). Ihre Gründung sollte auf freiwilliger Basis möglich sein für Agglomerationen von mehr als 500.000 Einwohnern und einige, wenige Aufgabenbereiche sollten von den Départements auf die Métropole übertragen werden. Auf dieser Basis gründete sich zum 31. Dezember 2011 die Métropole Nice Côte d’Azur durch Zusammenschluss der vorangegangenen Communauté urbaine Nice Côte d’Azur mit drei benachbarten communauté de communes. Andere in Frage kommende Ballungsräume nahmen diese Möglichkeit nicht wahr.
Die Regierung Ayrault unter Präsident François Hollande nahm daraufhin 2013 einen neuen Anlauf zur Dezentralisierung Frankreichs und brachte ein Gesetz ein, das am 27. Januar 2014 als Gesetz zur Modernisierung der öffentlichen Aufgaben und Stärkung der Metropolen (frz.: Loi du 27 janvier 2014 de modernisation de l'action publique territoriale et d'affirmation des métropoles, abgekürzt MAPTAM) in Kraft trat. Dieses änderte die Modalitäten der Schaffung von Métropolen und behandelt einige Sonderfälle:
- das Prinzip der freiwilligen Umwandlung eines Gemeindeverbandes zur Métropole wurde aufgegeben zugunsten einer zwangsweisen Umwandlung zum Stichtag 1. Januar 2015 für Verbände mit mehr als 400.000 Einwohnern in einem Einzugsgebiet von mehr als 650.000 Einwohnern;
- die Métropole de Lyon wurde zum 1. Januar 2015 geschaffen als Ersatz der Communauté urbaine de Lyon und des Départements Rhône in ihrem Geltungsbereich, das heißt als Gebietskörperschaft mit den Funktionen eines conseil général und nicht als einfacher Gemeindeverband wie in den anderen Fällen;
- die Métropole d’Aix-Marseille-Provence wurde zum 1. Januar 2016 geschaffen durch Zusammenschluss mehrerer Gemeindeverbände in dem dicht besiedelten Gebiet im Département Bouches-du-Rhône;
- die Métropole du Grand Paris wurde zum 1. Januar 2016 geschaffen aus dem Gebiet der Hauptstadt und seiner Vororte (Départements 92, 93 und 94 – die sogenannte petite couronne);
- die Métropole du Grand Nancy wurde zum 1. Juli 2016 geschaffen als Ersatz der Communauté urbaine du Grand Nancy.

## Ziele und Modalitäten
Das Ziel der Métropole, dargelegt im Gesetz vom 27. Januar 2014, ist die Schaffung eines selbstfinanzierten Gemeindeverbandes für große städtische Zentren mitsamt ihren Vorortgemeinden zur nachhaltigen Entwicklung und Gestaltung eines zusammenhängenden Großraums in den Bereichen Wirtschaft, Umwelt, Erziehung, Kultur und Sozialwesen. Neben einer verbesserten Wahrnehmung öffentlicher Aufgaben soll auch die Zusammengehörigkeit eines verstädterten Gebietes und seine Wettbewerbsfähigkeit gesteigert und Wettbewerb zwischen den Regionen Frankreichs erzeugt werden.
Neben den vorgeschriebenen Umwandlungen für Gemeindeverbände von mindestens 400.000 Einwohnern in einem Einzugsgebiet von 650.000 Einwohnern schafft das Gesetz noch die Möglichkeit, unter bestimmten Voraussetzungen eine Métropole zu gründen als Initiative von mindestens zwei Dritteln der vorgeschlagenen Mitgliedsgemeinden so diese mindestens die Hälfte der betroffenen Einwohner repräsentieren oder von mindestens der Hälfte der betroffenen Gemeinde so diese mindestens zwei Drittel der Bevölkerung repräsentieren. Diese Voraussetzungen sind:
- dass der Gemeindeverband mindestens 400.000 Einwohner umfasst und die Hauptstadt einer Region einschließt, oder
- dass der Gemeindeverband das Zentrum eines Einzugsgebietes von mehr als 400.000 Einwohnern darstellt und gleichzeitig strategische Funktionen besitzt und einen Beitrag zum strukturellen Gleichgewicht im Staatsgebiet leistet.[6]

### Verwaltungsrat
Genau wie die anderen Formen der Gemeindeverbände wird eine Métropole von einem Rat verwaltet, dem ein Präsident vorsteht. Jener ist für die von der Métropole durchgeführten Leistungen verantwortlich. Ein Verteilschlüssel legt die Anzahl der von jeder Gemeinde entsandten Ratsmitglieder in Abhängigkeit von ihrer Einwohnerzahl fest. Diese Ratsmitglieder werden auf zwei verschiedene Arten gewählt:
- bei Gemeinden unter 1000 Einwohnern sind die ranghöchsten gewählten Gemeinderatsmitglieder automatisch diejenigen, die in den Rat der Métropole kommen.[9] Die Repräsentanten sind also der Bürgermeister und je nach Anzahl der Sitze einer oder mehrere stellvertretende Bürgermeister und gegebenenfalls weitere Gemeinderäte.
- bei Gemeinden über 1000 Einwohnern werden die Repräsentanten der Gemeinde in der Métropole über eine direkte Wahl gewählt, die gleichzeitig mit den Gemeinderatswahlen stattzufinden hat.[10]

## Aufgaben und Funktionen
Eine Métropole nimmt nur diejenigen Aufgaben wahr, die ihr von Gebietskörperschaften wie Gemeinden oder Départements übertragen werden. Umgekehrt können die Gemeinden oder Départements nicht mehr administrativ in die einmal übertragenen Kompetenzen eingreifen.
Bei einer Métropole ist die Liste der übertragenen Aufgaben erheblich umfassender als bei den von den Einwohnerzahl niedrigeren Stufen der Gemeindeverbände.

### Von Gemeinden übertragene Aufgaben
Die an Stelle der Gemeinde ausgeübten Aufgaben einer Métropole sind in verschiedensten Bereichen angesiedelt.
Im Bereich Wirtschaft und Kultur sind dies:
- Schaffung, Ausstattung und Verwaltung von Industrie- und Gewerbegebieten, Häfen und Flughäfen;
- Teilnahme an oder Mitfinanzierung von Projekten zur wirtschaftlichen Entwicklung oder Technologietransfer;
- Bau, Ausstattung und Unterhalt von Kultur-, Sport- und Betreuungseinrichtungen, sofern diese von interkommunaler Bedeutung sind;
- Tourismus, darunter Touristenbüros und Marketing;
- Unterhalt und Zuschuss zu Hochschul- und Forschungseinrichtungen.

Im Bereich Raumplanung:
- Flächennutzungs- und Bebauungspläne (frz.: schéma de cohérence territoriale, schéma de secteur und plan local d’urbanisme), Bildung von Grundstücksreserven sowie Nutzbarmachung von Natur- und Landschaftssehenswürdigkeiten;
- Organisation der öffentlichen Verkehrsmittel, Parkraumbewirtschaftung, Mobilitätskonzepte;
- Schaffung, Ausstattung und Unterhalt der Straßenmeisterei;
- Schaffung, Ausstattung und Unterhalt aller zur innerstädtischen Mobilität benötigten Wege und Bauwerke, unabhängig von der Art der Fortbewegung;
- Beteiligung an der Verwaltung und Ausstattung von Bahnhöfen auf dem Gebiet der Métropole;
- Einrichtung, Bewirtschaftung, Kauf und Verfügbarmachung von Telekommunikationsnetzen und deren Infrastruktur.
- Wohnungsbaupolitik einschließlich Sozialwohnungen und Sanierungsprogrammen sowie die Bereitstellung und der Unterhalt von Standplätzen für Fahrendes Volk.

Im Bereich Stadtentwicklung:
- Vertragsmodelle zur Stadtentwicklung und zur Integration wirtschaftlicher und sozialpolitischer Aktivitäten;
- lokale Maßnahmen zur Verbrechensbekämpfung und Rechtsberatung.

Im Bereich Grundversorgung:
- Wasserversorgung und Abwasserentsorgung;
- Einrichtung, Verwaltung und Veränderung von Friedhöfen und Krematorien;
- Schlachthöfe und Märkte von nationalem Interesse;
- Rettungsdienste und Feuerwehr.

In den Bereichen Umweltschutz und Lebensbedingungen:
- Abfallwirtschaft einschließlich Müllvermeidung, Müllabfuhr und Verwertung;
- Maßnahmen gegen Luftverschmutzung;
- Maßnahmen gegen Lärmemissionen;
- Unterstützung von Maßnahmen zur Reduzierung von Energieverbrauch und zur Nutzung alternativer Energien;[11].
- Ausarbeitung und Durchsetzung von Plänen zu Klimaschutz und Energieerzeugung auf dem Gebiet der Métropole;
- Vergabe der Konzessionen zur öffentlichen Strom- und Gasversorgung;
- Bau, Ausstattung, Unterhalt und Verwaltung von Fernwärme- und Fernkältenetzen;
- Schaffung und Unterhalt einer Infrastruktur zur Aufladung und Nutzung von elektrisch betriebenen Fahrzeugen;
- Verwaltung der Wasserflächen und Vorsorge gegen Überschwemmungen;
- Vergabe von Konzessionen zur Strandbewirtschaftung.

### Vom Département übertragene Aufgaben
Die folgenden Aufgaben werden auf Anfrage seitens der Métropole oder des Départements ganz oder teilweise an Stelle des Départements ausgeübt.
- Verwaltung der als Departementsstraße klassifizierten Verkehrswege;
- Marketing und Einrichtungen zum Marketing für die Métropole außerhalb ihres Gebietes;
- Integrations- und Präventionsprogramme bei in Schwierigkeiten geratenen Jugendlichen oder Familien
- ein Teil oder alle normalerweise vom Département ausgeübten Kompetenzen zu wirtschaftlicher Entwicklung;
- ein Teil oder alle normalerweise vom Département ausgeübten Kompetenzen zur Altenbetreuung;
- Bau, Sanierung, Ausstattung, Unterhalt und Betrieb der collèges (entspricht etwa der Sekundarstufe I).
- ein Teil oder alle normalerweise vom Département ausgeübten Kompetenzen in den Bereichen Tourismus, Kultur und Sport.

### Von der Region übertragene Aufgaben
Die folgenden Aufgaben werden auf Anfrage seitens der Métropole oder des Regionalrats ganz oder teilweise an Stelle der Region ausgeübt:
- Bau, Sanierung, Ausstattung, Unterhalt und Betrieb der lycées (entspricht etwa der Sekundarstufe II).
- ein Teil oder alle normalerweise von der Region ausgeübten Kompetenzen zu wirtschaftlicher Entwicklung.

### Vom Staat übertragene Aufgaben
Sofern die Métropole über ein Wohnungsbauprogramm verfügt, kann vom Staat die Verantwortung für Sozialleistungen im Bereich Wohngeld auf die Métropole übertragen werden.